# George Stokes
George Gabriel Stokes (Skreen, Ierland, 13 augustus 1819 – Cambridge, Engeland, 1 februari 1903) was een in Ierland geboren wiskundige en natuurkundige, verbonden aan de Universiteit van Cambridge.
Hij is bekend van zijn bijdragen aan vloeistofdynamica, onder meer de Navier-Stokes-vergelijkingen, de wet van Stokes en golven op een vloeistofoppervlak. Verdere bijdragen van hem zijn onder andere op het gebied van de fluorescentie, diffractie en de stelling van Stokes. Ook de stokes, een oude eenheid van viscositeit in het cgs–systeem van eenheden is naar hem genoemd. Verder is hij bekend wegens de Stokes parameters die polarisatie van elektromagnetische straling beschrijven.
Hij werd in 1851 benoemd tot lid van de Royal Society, waarvan hij gedurende de periode 1885–1890 voorzitter was. Voor zijn verdiensten werd hij in de adelstand verheven: hij mocht zich sir George Stokes noemen. In 1893 kreeg hij de Copley Medal.